# 히가시나가사키역
히가시나가사키역(일본어: 東長崎駅, ひがしながさきえき)은 일본 도쿄도 도시마구에 있는 세이부 철도 이케부쿠로 선의 철도역이다.
역명은 규슈에 있는 나가사키역과 구별짓기 위해 제정되었다.

## 타는 곳
| ↑ 시나마치       |
| \| 4 3 \| 2 1 \| |
| 에코다 ↓         |

| 1, 2 | ■ 이케부쿠로 선 | 네리마・샤쿠지이 공원・호야・히바리가오카・ 기요세・도코로자와・고테사시・한노방면 |
| 3, 4 | ■ 이케부쿠로 선 | 이케부쿠로 방면                                                                    |

## 출구 정보
- 북쪽 출입구 (北口)
- 남쪽 출입구(南口)
  - 메지로 대학
  - 도영 오에도 선 오치아이미나미나가사키 역

## 역사
- 1915년 4월 15일: 영업 개시
- 2008년 6월 14일: 타는 곳 형태를 상대식 2면 2선에서 혼합식 2면 4선으로 변경

## 인접역
| 세이부 철도■이케부쿠로 선 | 세이부 철도■이케부쿠로 선 | 세이부 철도■이케부쿠로 선 |
| ------------------------- | ------------------------- | ------------------------- |
| 시나마치 이케부쿠로 방면  | ■보통                     | 에코다 한노 방면          |